# Johann Justus Grau
Johann Justus Grau (* 9. März 1680 in Spangenberg, Hessen; † 4. Juni 1752 in Kassel) war ein deutscher Arzt.

## Leben
Johann Justus Grau war ein Sohn von Justus Grau, der in Spangenberg als Metropolitan wirkte. Er erhielt nach dem frühen Tod seines Vaters von seinem Onkel, dem Konsistorialrat J. G. Rausch in Kassel, eine sorgfältige Erziehung und sollte Theologie studieren. Da er aber keine Neigung für diese Disziplin verspürte und die Arzneiwissenschaft vorzog, studierte er Medizin an den Universitäten zu Leipzig, Jena und Halle, wo er sich die Freundschaft des berühmten Lehrers Hofmann erwarb. In Halle erlangte er auch 1706 die medizinische Doktorwürde.
Der Landgraf Karl ernannte Grau zum Feldarzt bei den in Italien dienenden hessischen Truppen. Nach Beendigung des Feldzugs (1712) ließ sich Grau in Kassel nieder, wo er 1718 zum Hof- und Provinzial-Medikus und zum Stadtphysikus, im Jahr 1722 zum fürstlichen Leibarzt ernannt wurde. In dieser Eigenschaft begleitete er auch den Landgrafen Friedrich I. auf mehreren Reisen. Die während des Feldzugs erlittenen Strapazen und ein schwerer Fall von einem steilen Felsen in der Schweiz hatten ihm mehrere körperliche Übel zugezogen, die ihm einen unangenehmen Lebensabend bereiteten. 1745 wurde er von einem Schlagfluss getroffen. Er starb am 4. Juni 1752 im Alter von 72 Jahren in Kassel.
Das Erscheinen einer neuen, vermehrten Ausgabe seiner akademischen Preisschrift De salubritate Hassiae (Halle 1706) wurde durch mehrere ungünstige Umstände verhindert, obgleich der Druck bereits begonnen hatte. Auch eine aus seiner Feder erwartete Schrift über Pocken, deren Beschaffenheit, Ursachen und Behandlung, gelangte nicht zur Druckreife.